# 演劇女子部 ミュージカル「TRIANGLE-トライアングル-」
演劇女子部 ミュージカル「TRIANGLE-トライアングル-」（えんげきじょしぶミュージカル トライアングル）とは、くらもちふさこの2001年の作品『α- アルファ- 』（集英社刊）を原案とし、モーニング娘。'15選抜メンバーが演じるミュージカルである。

## 概要
舞台は争いのない惑星アルファ。女王陛下の「天のお告げ」に従ってサクラ姫の婚約の議が執り行われる。サクラ、幼なじみのオメガ人アサダ、戦いの星ヴィータから移住したキリの複雑な想いを描く物語である。
サクラの視点の物語トライアングル『α』、アサダの視点のトライアングル『β』の２パターンが上演される。
出演者は全員女性であり、男役も女優が演じる。

## 日程・会場
- 2015年6月18日(水) - 2015年6月28日(日) 16公演（α編8公演、β編8公演）
- サンシャイン劇場

## キャスト
| 役名                             | 出演者名                       | 役柄                                       |
| -------------------------------- | ------------------------------ | ------------------------------------------ |
| イオタ                           | 譜久村聖（モーニング娘。'15）  | アルファ星の女王陛下                       |
| キリ                             | 鞘師里保（同上）               | ヴィータ星からの移民、中尉                 |
| サクラ                           | 石田亜佑美（同上）             | アルファ星の姫                             |
| ダイス                           | 佐藤優樹（同上）               | 市場の露天商                               |
| アサダ                           | 工藤遥（同上）                 | オメガ星からの移民、スワスワ使い           |
| ローズウッド                     | 小田さくら（同上）             | パレスの侍女、サクラ姫のご学友             |
| ジョンベル ／ スワスワのクロエ   | 尾形春水（同上）               | 市場の露天商、ダイスの弟 ／ 発電する生物   |
| クラルス ／ スワスワのルーン     | 野中美希（同上）               | キリの部下 ／ 発電する生物                 |
| スワスワのリンディ               | 牧野真莉愛（同上）             | 発電する生物                               |
| リベット ／ スワスワのホップ     | 羽賀朱音（同上）               | サクラ姫の従妹 ／ 発電する生物             |
| ゼータ                           | 須藤茉麻                       | アルファ星の国王                           |
| ブナ ／ スワスワのシェール       | 石井杏奈（演劇女子部）         | 王宮の近衛兵 ／ 発電する生物               |
| オバンコール ／ スワスワのナビィ | 小野田暖優（演劇女子部）       | 健康大臣、サクラ姫のご学友 ／ 発電する生物 |
| チーク卿 ／ スワスワのフィラ     | 小片リサ（つばきファクトリー） | 財閥の息子 ／ 発電する生物                 |
| ピンプ ／ スワスワのカイト       | 高瀬くるみ（ハロプロ研修生）   | 市場の新聞小僧 ／ 発電する生物             |

なおモーニング娘。'15で舞台に参加していない生田衣梨奈.鈴木香音.飯窪春菜もVTR出演している。なお鞘師のブログによると演出家の吉田健氏が9期が先輩になった時にまた演出したいと語っていたとのこと

## スタッフ
| 原案                 | くらもちふさこ                 |
| 脚本                 | 塩田泰造（大人の麦茶）         |
| 演出                 | 吉田健（TBSテレビ）            |
| 音楽                 | 市川淳                         |
| 振付                 | YOSHIKO                        |
| ストリングス         | 大岩さや（1st ヴァイオリン）   |
| ストリングス         | 八巻由里子（2nd ヴァイオリン） |
| ストリングス         | 森まりや（ヴィオラ）           |
| ストリングス         | 柚木菁子（チェロ）             |
| アンサンブル         | 花岡美月                       |
| アンサンブル         | 小川千尋                       |
| 衣装                 | 渡辺まり                       |
| 宣伝美術・写真       | 古田亘（ゴーグル）             |
| 音楽プロデュース     | 近藤貴亮                       |
| プロジェクトスタッフ | 佐々木淳子、吉川昴佑           |
| プロデューサー       | 丹羽多聞アンドリウ（BS-TBS）   |
| 主催・企画・制作     | BS-TBS / オデッセー            |

## オリジナルサウンドトラック
アップフロントワークス(UP-FRONT WORKSレーベル)から2015年7月15日に発売されるアルバムである。
2015年6月18日に会場先行発売された。

### 収録曲
全作詞：塩田泰造、全作曲・編曲：市川淳
1. トライアングル アルファ – 4:16（α）
歌：アルファの民
2. サクラの恋 – 2:40
歌：サクラ（石田亜佑美）、アサダ（工藤遥）
3. うらやましがりやのダイス – 1:37（α）
歌：ダイス（佐藤優樹）、ジョンベル（尾形春水）
4. ローズウッドの告白 – 2:15
歌：ローズウッド（小田さくら）、サクラ（石田亜佑美）
5. 触れれば ココロが あふれだす – 1:32（α）
歌：キリ（鞘師里保）
6. 手をはなさない – 1:55（β）
歌：アサダ（工藤遥）、ローズウッド（小田さくら）

### クレジット
- 市川淳 - All Instruments & Programming
- 開博史 - Recording Engineer
- 安達義規 - Recording & Mixing Engineer
- 詩菜 - Vocal Director、Voice Arrangement
- 近藤貴亮 - Producer & Director

## DVD
2DVD+CDの3枚組で、アップフロントワークス（zetimaレーベル）から2015年9月2日に発売した。
DVDはα編(約109分）、β編（約110分）の２枚組。オリジナルサウンドトラックには2015年7月15日発売のアルバムに収録されていない9曲を含む10曲が収録される。2015年7月15日発売のアルバムと共通の曲はM10の１曲のみ。

### 収録曲
全作詞：塩田泰造、全作曲・編曲：市川淳
1. トライアングル ベータ – 4:19（β）
歌：アルファの民
2. ねえ、ミルク – 0:21
歌：サクラ（石田亜佑美）
3. 天のお告げ – 1:59（β）
歌：イオタ（譜久村聖）、リベット（羽賀朱音）、ゼータ（須藤茉麻）、王侯貴族
4. うらやましがりやのダイス キリのうわさver. – 1:34（β）
歌：ダイス（佐藤優樹）、ジョンベル（尾形春水）
5. イオタの恋 – 1:11
歌：イオタ（譜久村聖）、ゼータ（須藤茉麻）
6. スワスワ捕まえろ – 0:57
歌：ダイス（佐藤優樹）、ジョンベル（尾形春水）、スワスワのリンディ（牧野真莉愛）、パレスの民
7. サクラ、束の間の幸せ – 1:54
歌：サクラ（石田亜佑美）、アサダ（工藤遥）
8. スワスワシュシュ – 1:41
歌：スワスワのクロエ（尾形春水）、スワスワのリンディ（牧野真莉愛）、スワスワのホップ（羽賀朱音
9. 触れれば ココロが あふれだす βver. – 2:03（β）
歌：キリ（鞘師里保）、サクラ（石田亜佑美）、アサダ（工藤遥）
10. 手をはなさない – 1:54（β）
歌：アサダ（工藤遥）、ローズウッド（小田さくら）

※アルバムには次の楽曲は収録されない。
- スワスワと手をつないで
- キリの伝説（α）
- 恋の迷い、不安（α）
- 姫の結婚相手は誰だ?（α）
- アサダを探して（α）
- アサダの苦悩（β）
- アルファ星の姫（α）